# درتس (مکلنبورگ-فورپومرن)
درتس (به آلمانی: Dreetz) یک شهر در آلمان است که در Rostock District واقع شده‌است. درتس ۲۳۲ نفر جمعیت دارد.